# Татарашени (Ботошани)
Татарашени (рум. Tătărășeni) насеље је у Румунији у округу Ботошани у општини Хаварна. Oпштина се налази на надморској висини од 132 m.

## Становништво
Према подацима из 2002. године у насељу је живело 938 становника, од којих су сви румунске националности.